# 野辺地純
野辺地 純（のべち じゅん、1940年2月8日 - ）は北海道出身のプロゴルファー。
弟・野辺地鼎もプロゴルファー。

## 来歴
小樽カントリー倶楽部所属時代には弟・鼎をプロゴルファーに誘い、大学卒業後に銀行に就職が決まっていた鼎は小樽CCの研修生となる。
1967年には第1回北海道オープンを制し、1970年には同大会2勝目を挙げる。鼎も1971年と1975年に制して兄弟で4勝をマークし、1978年には兄弟揃って上原宏一の4位タイに入った。
1971年の全日本プロダブルスでは安田春雄とペアを組み、内田繁・石井裕士ペアとのプレーオフの末に2位と健闘。
1975年には第1回札幌オープンを制し、1976年の第2回では鼎が制して兄弟制覇、純は1984年にも制し、同大会も兄弟で4勝した。
1975年の札幌とうきゅうオープンでは初日を中村通・青木功・謝敏男（中華民国）・石井冨士夫・杉原輝雄・松田司郎、ビル・ダンク（オーストラリア）、沼澤聖一・宮本省三と並んでの7位タイでスタートし、3日目には杉本英世・宮本・沼澤・前田新作・中村・鷹巣南雄・今井昌雪・森憲二と並んでの9位タイとし、最終日には陳健忠（中華民国）・井上幸一・村上隆・青木と並んでの4位タイに浮上。
1989年の全日空オープンを最後にレギュラーツアーから引退し、シニア転向後の1992年にはミズノシニアクラシックで内田・戸川一郎・豊田明夫と並んでの9位タイ、スポーツ振興カップで榎本七郎・ダンクと並んでの10位タイに入った。

## 主な優勝
- 1967年 - 北海道オープン
- 1970年 - 北海道オープン
- 1975年 - 札幌オープン
- 1984年 - 札幌オープン